# Jaime Arana Campero

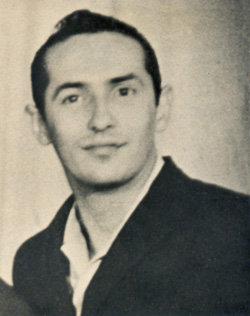
Retrato de Jaime Arana Campero, durante sus años de estudiante en la Universidad Nacional de Córdoba, Argentina.

Jaime Arana Campero, «Chapaco», (Tarija, Bolivia; 31 de octubre de 1938 - Cajones, Bolivia, 12 de octubre de 1967) fue un político, técnico hidráulico y guerrillero boliviano que integró la Guerrilla de Ñancahuazú comandada por Ernesto Che Guevara en 1966-1967 en el sudeste de Bolivia. Era descendiente del marqués de Yavi, Juan José Feliciano Fernández Campero, quien fuera prócer del Virreinato del Río de la Plata y guerrero de la independencia Argentina. Murió en combate el 12 de octubre de 1967.

## Biografía
Comenzó su accionar político en la juventud del Movimiento Nacionalista Revolucionario (MNR), en momentos que se iniciaba la Revolución de 1952 encabezada por el presidente Víctor Paz Estenssoro.
Producida la Revolución cubana se trasladó a Cuba para profundizar la capacitación en su profesión de técnico hidráulico. Simultáneamente decide incorporarse al grupo de bolivianos en Cuba que comenzaron a recibir adiestramiento militar con miras a iniciar acciones guerrilleras en el continente. 

### Guerrilla de Ñancahuazú y muerte
Luego de la fallida experiencia del Congo, el Che Guevara organizó un foco guerrillero en Bolivia, que se instaló a partir del 3 de noviembre de 1966 en una zona montañosa cercana a la ciudad de Santa Cruz, en una área que atraviesa el río estacional Ñancahuazú, afluente del importante río Grande (Bolivia).
El grupo guerrillero tomó el nombre de Ejército de Liberación Nacional (ELN) de Bolivia con secciones de apoyo en Argentina, Chile y Perú. Jaime Arana fue uno de los 26 bolivianos que integraron el grupo guerrillero. 
Fue parte del grupo de diecisiete sobrevivientes que llegaron el 8 de octubre de 1967, comandados por Ernesto Guevara, hasta la Quebrada del Yuro, donde este último sería herido y capturado, y asesinado al día siguiente. De la Concepción se encontraba entonces muy enfermo, motivo por el cual Guevara lo envió con un grupo de heridos -entre los que estaban Francisco Huanca Flores («Pablo»), Lucio Edilverto Garvan Hidalgo («Eustaquio») y Jaime Arana Campero («Chapaco»)- que su pelotón cubriría. 
El grupo logró llegar hasta Cajones donde fueron alcanzados por las tropas del ejército boliviano y ultimados el 12 de octubre de 1967, siendo enterrados clandestinamente.
Sus restos fueron hallados el 12 de diciembre de 1995. y han sido colocados en el Memorial de Ernesto Che Guevara en Santa Clara.